# Liste des promotions de la National Wrestling Alliance
Cette liste des promotions de la National Wrestling Alliance regroupe toutes les promotions indépendantes utilisant le nom de la NWA et étant rattaché à la maison mère, la National Wrestling Alliance original existe depuis les années 1940.

## Promotions actuelles
| Promotion                                | Promoteur(s)                                      | Fondation       | Pays                                                               | Affilié(s) |
| ---------------------------------------- | ------------------------------------------------- | --------------- | ------------------------------------------------------------------ | --- |
| Extreme Canadian Championship Wrestling  | Dave Republic                                     | 1996            | Colombie-Britannique Washington Oregon                             | NWA Oregon NWA Washington |
| Inoki Genome Federation                  | Antonio Inoki                                     | 2007–           | Japon                                                              | |
| NEO Japan                                | Kyoko Inoue Tetsuya Koda                          | 1998–           | Japon                                                              | |
| New Japan Pro Wrestling                  | Antonio Inoki                                     | 1972            | Japon                                                              | |
| International Wrestling Association      | Victor Quiñones                                   | 1994–2001 2007– | Puerto Rico                                                        | |
| NWA Addicted                             | Chad Merchant Chad Peters                         | 2004            | Vermont                                                            | NWA Cold Front |
| NWA Anarchy                              | Jerry Palmer                                      | 2005            | Géorgie                                                            | NWA Georgia |
| NWA Battle Zone                          | Denny McLain                                      | 2002            | Mississippi                                                        | NWA New South |
| NWA Bluegrass                            | Kenny McCoy                                       | 2002            | Kentucky                                                           | |
| NWA Championship Wrestling from Florida  | Kevin Rhodes                                      | 2003            | Floride                                                            | |
| NWA East                                 | Jim Miller                                        | 1995            | Pennsylvanie Ohio Virginie Michigan                                | Pro Wrestling eXpress Hybrid Pro Wrestling Undisputed Championship Wrestling Championship Wrestling Inc. Allied Powers Wrestling Federation NWA Underground Mr. Chainsaw Productions Wrestling Susquehanna Wrestling Organization                                      |
| NWA Georgia                              | Bill Behrens                                      | 1998            | Alabama Géorgie Tennessee                                          | NWA Anarchy NWA Blue Ridge NWA Rocky Top North American Wrestling Association Pro Wrestling Evolution Ultimate |
| NWA Empire                               | Mike Rossario                                     | 2006            | New York                                                           | NWA Upstate |
| NWA Liberty States/On Fire               | Mario Savoldi Tommy Savoldi Sonny Roselli Ricky-O | 2008            | New Jersey Maine Puerto Rico                                       | International Wrestling Association NWA Pro NWA East |
| NWA Main Event                           | Mike Porter                                       | 1997            | Tennessee                                                          | NWA Georgia |
| NWA Mid-Atlantic                         | Ricky Nelson                                      | 1998            | Caroline du Nord Caroline du Sud                                   | |
| NWA Mid-South                            | Alvin Minnick                                     | 1997            | Tennessee Arkansas                                                 | |
| NWA Midwest                              | Ed Chuman                                         | 1998            | Illinois Indiana Iowa Kansas Minnesota Missouri Nebraska Wisconsin | |
| NWA Mountain State Wrestling             | Leonard Sims                                      | 2005            | Virginie                                                           | NWA Tri-State |
| NWA New Jersey/New York                  | Fred Rubenstein                                   | 2003            | New Jersey New York                                                | NWA North Jersey NWA Shockwave NWA Upstate |
| NWA North Jersey                         | Fred Rubenstein                                   | 2004            | Northern New Jersey                                                | NWA New Jersey/New York NWA Shockwave NWA Upstate |
| NWA Oregon                               | Sam Simms Kevin Brandt                            | 2005            | Oregon                                                             | Extreme Canadian Championship Wrestling |
| NWA Pro Wrestling                        | David Marquez                                     | 2005            | Californie                                                         | NWA Ultra Championship Wrestling-Zero Explosive Pro Wrestling (Australie) Alternative Wrestling Show Empire Wrestling Federation Rising Phoenix Wrestling NWA Pro Wrestling East High Risk Wrestling Pro Wrestling Revolution SoCal Pro Wrestling Fusion Pro Wrestling |
| NWA Quebec                               | Rodney Kellman                                    | 2004            | Québec                                                             | Portneuf Wrestling Association |
| NWA Rocky Top                            | James Strange                                     | 2005            | Tennessee                                                          | NWA Georgia |
| NWA Shockwave                            |                                                   | 2002            | New Jersey                                                         | NWA New Jersey/New York NWA North Jersey NWA Upstate |
| NWA Southwest                            | Ken Taylor                                        | 1998            | Texas Oklahoma                                                     | NWA Universal World of Wrestling International Championship Pro Wrestling Gulf Coast Wrestling Alliance Professional Wrestling Federation |
| NWA Top Rope                             | Mike Sircy                                        | 2005            | Tennessee                                                          | NWA Main Event |
| NWA Tri-State                            | Richard Arpin                                     | 1998            | Ohio Virginie Kentucky                                             | NWA Mountain State |
| NWA Universal                            | Christopher Fox                                   | 2003            | Oklahoma                                                           | |
| NWA Upstate                              | Mike Rossario (2004-2008) Chip Stetson (2008-)    | 2004            | New York                                                           | NWA Empire |
| NWA UK Hammerlock                        | Andre Baker                                       | 1993            | Grande-Bretagne Irlande                                            | NWA Ireland Scottish Wrestling Alliance |
| NWA Ultra Championship Wrestling-Zero    | Steve Neilson                                     | 2003            | Utah                                                               | NWA Pro Wrestling |
| NWA Underground                          |                                                   | 2007            | Indiana                                                            | NWA Midwest |
| NWA Championship Wrestling from Virginia | Rick O'Brien                                      | 2000            | Virginie                                                           | NWA All-Star Wrestling Mountain Empire Championship Wrestling |
| NWA Wisconsin                            | Jason Jerry                                       | 2002            | Wisconsin                                                          | NWA Midwest |
| NWA Wrestle Birmingham                   | Linda Marx                                        | 2005            | Alabama                                                            | NWA Georgia |
| Ultimate NWA                             | Will Owens                                        | 2003            | Tennessee                                                          | NWA Georgia |
| ICWA - NWA France                        | Pierre Fontaine                                   | 2003            | France                                                             | NWA France |